# The Early Years 1965–1972
| Оценки критиков | Оценки критиков                                                                    |
| Источник        | Оценка                                                                             |
| --------------- | ---------------------------------------------------------------------------------- |
| The Guardian    | 4 из 5 звёзд · 4 из 5 звёзд · 4 из 5 звёзд · 4 из 5 звёзд · 4 из 5 звёзд           |
| Allmusic        | 4,5 из 5 звёзд · 4,5 из 5 звёзд · 4,5 из 5 звёзд · 4,5 из 5 звёзд · 4,5 из 5 звёзд |

The Early Years 1965—1972 (с англ. — «Ранние годы 1965—1972») — бокс-сет британской рок-группы Pink Floyd, изданный 11 ноября 2016 года. Официально о его выпуске было объявлено 28 июля 2016 года.
Бокс-сет включает семь сборников в упаковках, стилизованных под книги, с дисками в форматах CD, DVD, Blu-ray и LP. Каждый сборник содержит ранее не издававшиеся студийные и концертные аудио- и видеозаписи. Первые шесть сборников с 2017 года будут продаваться также отдельно от бокс-сета, седьмой (Continu/ation) — только в составе бокс-сета. Часть треков из The Early Years 1965—1972 выпущена на двух дисках в сборнике под названием The Early Years — Cre/ation.

## Общие сведения
Обширная антология первых 7 лет творчества группы Pink Floyd включает  27 дисков. В неё входят официально не издававшиеся ранее демозаписи и студийные дубли композиций, фрагменты телевизионных программ, семь часов концертных записей, пятнадцать часов видеозаписей (в числе которых концертные выступления, интервью и три полнометражных фильма), более двух десятков неизданных песен, неиспользованные в фильме Zabriskie Point музыкальные темы и прочее из раннего периода Pink Floyd (до появления The Dark Side of the Moon).
Аудиозаписи составляют порядка 130 треков (около 12 с половиной часов). В их числе записи Pink Floyd на радио BBC, две ранее не издававшиеся песни Сида Барретта, написанные им в поздний период перед уходом из группы («Vegetable Man» и «In the Beechwoods»), переиздание 5 синглов на виниловых дисках, а также перемикшированные записи альбома Obscured by Clouds и концерта Live at Pompeii. В сборник вошли семь часов неизданных ранее концертных аудиозаписей и более пяти часов концертных видеосъёмок. Помимо этого, к бокс-сету прилагается разного рода сувенирная продукция: постеры, фотографии, копии концертных программ и билетов.
Первый сборник Cambridge St/ation охватывает начальный период в истории группы Pink Floyd: 1965—1967 годы. В него вошли записи с участием Сида Барретта: демоверсии, песни из синглов, раритетные записи, сделанные перед уходом Сида Барретта из группы, и записи на радио BBC. В первый CD вошли треки, ранее выпущенные в 2015 году на диске 1965: Their First Recordings, в том числе записанные при участии гитариста Боба Клоуза и вокалистки Джульетт Гейл. На втором CD записан концерт в Стокгольме 10 сентября 1967 года, а также представлены записи звуковой дорожки к фильму Джона Латама Speak, которые в этой ленте так и не были использованы. DVD/Blu-ray содержит съёмки концертов и телепередач с участием Pink Floyd, включая Top of the Pops, а также интервью и промо-видео.
Второй сборник Germin/ation включает материал 1968 года, записанный уже без участия Сида Барретта: песни из синглов, фрагменты не издававшихся студийных записей, записи на радио BBC, промо-видео «Point Me at the Sky» и съёмки на бельгийском, французском, британском и итальянском телевидении.
В третий сборник Dramatis/ation вошли редкие аудио- и видеоматериалы 1969 года, когда группа записывала музыку к фильму More и двойной альбом Ummagumma со студийными и концертными записями. Сборник содержит неизданные треки из звуковой дорожки фильма Барбета Шрёдера More, такие, как «Hollywood» и «Seabirds», редкую версию песни «Embryo», записи на радио BBC, песни с концерта The Man and The Journey в Амстердаме. DVD/Blu-ray включает съёмки репетиций концерта The Man and The Journey в Лондоне, съёмки музыкальных фестивалей в Бельгии и Западной Германии, а также исполнение композиции «Interstellar Overdrive» с Фрэнком Заппой.
Четвёртый сборник Devi/ation содержит записи 1970 года. В первую очередь, это собранные вместе доработанные и перемикшированные музыкальные темы к фильму Микеланджело Антониони Zabriskie Point в разных версиях и дублях. Кроме того, в сборнике представлены различные варианты сюиты «Atom Heart Mother»: ранняя студийная версия без хора, виолончели и духового оркестра, видеозапись исполнения в американском телефильме An Hour with Pink Floyd 30 апреля 1970 года, представление с хором и оркестром 16 июля на радио BBC, исполнение 18 июля в Гайд-парке, 8 августа на концерте в Сан-Тропе и 21 ноября на концерте в Монтрё, а также квадрофоническая версия композиции.
Пятый сборник под названием Reverber/ation охватывает период 1971 года — времени записи и издания альбома Meddle. В него вошла демозапись студийных экспериментов, в ходе которых создавалась композиция «Echoes», известная как «Nothing». Также сборник включает записи на радио BBC, квадрофоническую версию «Echoes», интервью, фрагменты различных концертов и телепрограмм.
Шестой сборник Obfusc/ation содержит неизданный материал 1972 года, а также перемикшированную звуковую дорожку к фильму Барбета Шрёдера «Долина» (Obscured By Clouds) и перемикшированный концерт Live at Pompeii (5.1 audio mix). В числе прочего в сборнике представлены видео со студийных записей Obscured By Clouds и видео с представлений балета Ролана Пёти.
Седьмой бонусный сборник Continu/ation включает выступления на радио BBC 1967 и 1968 годов, на которых, в частности, исполнялись песни Сида Барретта «Scream Thy Last Scream» и «Vegetable Man», музыку к фильму 1968 года The Committee, запись 1969 года на телевидении BBC под названием «Moonhead», приуроченную к первой высадке американских астронавтов на Луне, исполнение «Echoes» на стадионе Уэмбли в 1974 году, а также фрагменты других концертов и телепередач. Кроме этого, в сборник вошли фильмы The Committee, More и La Vallée («Долина»).
Дополнительно в бокс-сет включили синглы, изданные на виниловых дисках: «Arnold Layne», «See Emily Play», «Apples and Oranges», «It Would Be So Nice» и «Point Me at the Sky».
Сборник 5: Reverber/ation дополнительно содержит запись новой стерео- и 5.1-версии альбома Meddle 2016 года. Треки с этого альбома не указаны в меню, их можно проиграть с помощью программного обеспечения для редактирования Blu-ray. Кроме того, в бокс-сет дополнительно включён CD-диск Live at Pompeii (Stereo 2016 mix). По ошибке эта запись попала в сборник 6: Obfusc/ation вместо версии альбома Obscured by Clouds (2016 mix), в связи с чем диск с записью альбома Obscured by Clouds находится в бокс-сете отдельно от сборника в белой упаковке с надписью на главной стороне — «Obscured by Clouds 2016 remix» и на оборотной стороне — «замена CD-диска в сборнике Obfusc/ation (Stereo 2016 mix Pink Floyd Live at Pompeii CD включён в по ошибке)».

## Состав бокс-сета
Бокс-сет включает 7 сборников:

### Сборник 1:Cambridge St/ation

#### Список композиций
| Диск первый (CD) 1965 Recordings 1. «Lucy Leave» — 2:57 2. «Double O Bo» — 2:57 3. «Remember Me» — 2:46 4. «Walk with Me Sydney» — 3:11 5. «Butterfly» — 3:00 6. «I’m a King Bee» — 3:13 1966–1967 Recordings 1. «Arnold Layne» — 2:57 2. «See Emily Play» — 2:55 3. «Apples and Oranges» — 3:05 4. «Candy and a Currant Bun» — 2:45 5. «Paintbox» — 3:48 6. «Matilda Mother» (2010 mix) — 4:01 7. «Jugband Blues» (2010 mix) — 3:01 8. «In the Beechwoods» (2010 mix) — 4:43 9. «Vegetable Man» (2010 mix) — 2:32 10. «Scream Thy Last Scream» (2010 mix) — 4:43 | Диск второй (CD) Live in Stockholm 1967 1. «Introduction» — 0:25 2. «Reaction in G» — 7:18 3. «Matilda Mother» — 5:34 4. «Pow R. Toc H.» — 11:56 5. «Scream Thy Last Scream» — 4:00 6. «Set the Controls for the Heart of the Sun» — 7:17 7. «See Emily Play» — 3:16 8. «Interstellar Overdrive» — 8:57 John Latham (studio recordings 1967) 1. «John Latham Version 1» — 4:32 2. «John Latham Version 2» — 5:06 3. «John Latham Version 3» — 3:45 4. «John Latham Version 4» — 2:59 5. «John Latham Version 5» — 2:48 6. «John Latham Version 6» — 3:17 7. «John Latham Version 7» — 2:36 8. «John Latham Version 8» — 2:49 9. «John Latham Version 9» — 2:38 |

Диск третий (DVD/Blu-ray)
1. «Chapter 24» (Syd Barrett, Live in the Gog Magog Hills, Cambridgeshire, 1966) / (Pink Floyd, Live at EMI Studios, London, April 1967) — 3:40
2. «Nick’s Boogie» (recording Interstellar Overdrive and Nick’s Boogie at Sound Techniques Studio, Chelsea, January 11, 1967 / Live at UFO, The Blarney Club, London, January 13, 1967) — 6:36
3. «Interstellar Overdrive» (Scene — Underground, UFO at The Blarney Club, London, January 27, 1967) — 4:15
4. «Arnold Layne» (promo video, Wittering Beach, UK, early 1967) — 2:54
5. «Pow R. Toc H.» / «Astronomy Domine» (plus Syd Barrett and Roger Waters interview: BBC The Look Of The Week — BBC Studios, London, May 14, 1967) — 9:22
6. «The Scarecrow» (Pathé Pictorial, UK, July 1967) — 2:05
7. «Jugband Blues» (London Line, promo video, 1967, London) — 2:58
8. «Apples & Oranges» (plus Dick Clark interview: American Bandstand, Los Angeles, USA, November 7, 1967) — 4:51
9. «Instrumental Improvisation» (BBC Tomorrow’s World, London, December 12, 1967) — 2:11
10. «Instrumental Improvisation» (Die Jungen Nachtwandler, UFO, The Blarney Club, London, February 24, 1967) — 4:32
11. «See Emily Play» (BBC Top Of The Pops — partially restored BBC Studios, London, July 6, 1967) — 2:55
12. «The Scarecrow» (outtakes) (Pathé Pictorial, UK, July 1967) — 2:07
13. «Interstellar Overdrive» (Science Fiction — Das Universum Des Ichs, The Roundhouse, London, 1967) — 9:33

#### Участники записи
| The Tea Set (записи 1965 года) Сид Барретт — вокал, гитара; Роджер Уотерс — бас-гитара, бэк-вокал; Ричард Райт — клавишные, бэк-вокал; Ник Мейсон — ударные, вокал в «Scream Thy Last Scream»; Радо Клоуз — гитара. с участием Джульетт Гейл — вокал в «Walk with Me Sydney». | Pink Floyd (записи 1966—1967 годов) Сид Барретт — вокал, гитара; Роджер Уотерс — бас-гитара, бэк-вокал; Ричард Райт — клавишные, бэк-вокал, вокал в «Matilda Mother»; Ник Мейсон — ударные. |

### Сборник 2:Germin/ation

#### Список композиций
| Диск первый (CD) 1. «Point Me at the Sky» — 3:40 2. «It Would Be So Nice» — 3:46 3. «Julia Dream» — 2:34 4. «Careful with That Axe, Eugene» (single version) — 5:46 5. «Song 1» (Capital Studios, Los Angeles, 22 August 1968) — 3:19 6. «Roger’s Boogie» (Capital Studios, Los Angeles, 22 August 1968) — 4:35 BBC Radio Session, 25 June 1968 1. «Murderotic Woman (Careful with That Axe, Eugene)» — 3:38 2. «The Massed Gadgets of Hercules (A Saucerful of Secrets)» — 7:18 3. «Let There Be More Light» — 4:32 4. «Julia Dream» — 2:50 BBC Radio Session, 20 December 1968 1. «Point Me to the Sky» — 4:25 2. «Embryo» — 3:13 3. «Interstellar Overdrive» — 9:37 Диск второй (DVD) Tienerklanken, Brussels, Belgium, 18-19 February 1968 — 22:28 1. «Astronomy Domine» 2. «The Scarecrow» 3. «Corporal Clegg» 4. «Paintbox» 5. «Set the Controls for the Heart of the Sun» 6. «See Emily Play» 7. «Bike» Vibrato, Brussels, Belgium, February 1968 1. «Apples And Oranges» — 3:03 | Bouton Rouge, Paris, France, 20 February 1968 — 13:35 1. «Astronomy Domine» 2. «Flaming» 3. «Set The Controls For The Heart Of The Sun» 4. «Let There Be More Light» 1. «Paintbox» (Discorama, Paris, France, 21 February 1968) — 3:40 2. «Instrumental Improvisation» (The Sound of Change, London, UK, March 1968) — 2:15 3. «Set the Controls for the Heart of the Sun» (All My Loving, London, UK, 28 March 1968) — 2:40 4. «It Would Be So Nice (excerpt)» (Release-Rome Goes Pop, Rome, Italy, April 1968) — 1:21 5. «Interstellar Overdrive» (Pop 68, Rome, Italy, 6 May 1968) — 6:59 Tienenklanken — Kastival, Kasterlee, Belgium, 31 August 1968 — 5:31 1. «Astronomy Domine» 2. «Roger Waters interview» Samedi et Compagnie, Paris, France, 6 September 1968 — 5:31 1. «Let There Be More Light» 2. «Remember a Day» 3. «Let There Be More Light» (A L’Affiche du Monde, London, UK, 1968) — 1:53 Tous En Scene, Paris, France, 21 October 1968 — 6:39 1. «Let There Be More Light» 2. «Flaming» 3. «Let There Be More Light» (Surprise Partie, Paris, France, 1 November 1968) — 6:35 4. «Point Me At The Sky» (Restored promo video, UK, 1968) — 3:19 |

#### Участники записи
Дэвид Гилмор — вокал, гитара;

Роджер Уотерс — бас-гитара, вокал в «Set the Controls for the Heart of the Sun»;

Ричард Райт — клавишные, бэк-вокал, вокал в «It Would Be So Nice», «Paintbox» и «Remember a Day»;

Ник Мейсон — ударные;

Сид Барретт — гитара, вокал (только в записи с концерта Tienerklanken, Brussels, Belgium, 18-19 February 1968).

### Сборник 3:Dramatis/ation

#### Список композиций
| Диск первый (CD) More album non-album tracks 1. «Hollywood» (non-album track) — 1:21 2. «Theme» (Beat version) (Alternative version) — 5:38 3. «More Blues» (Alternative version) — 3:49 4. «Seabirds» (non-album track) — 4:20 5. «Embryo» (from Picnic, Harvest Records sampler) — 4:43 BBC Radio Session, 12 May 1969 1. «Grantchester Meadows» — 3:36 2. «Cymbaline» — 3:38 3. «The Narrow Way» — 4:48 4. «Green is the Colour» — 3:21 5. «Careful with That Axe, Eugene» — 3:26 Live at the Paradiso, Amsterdam, 9 August 1969 1. «Interstellar Overdrive» — 4:20 2. «Set the Controls for the Heart of the Sun» — 12:25 3. «Careful with That Axe, Eugene» — 10:09 4. «A Saucerful of Secrets» — 13:03 | Диск второй (CD) Part 1: The Man, Amsterdam, 17 September 1969 1. «Daybreak» («Grantchester Meadows») — 8:14 2. «Work» — 4:12 3. «Afternoon» («Biding My Time») — 6:39 4. «Doing It» — 3:54 5. «Sleeping» — 4:38 6. «Nightmare» («Cymbaline») — 9:15 7. «Labyrinth» — 1:10 Part 2: The Journey, Amsterdam, 17 September 1969 1. «The Beginning» («Green is the Colour») — 3:25 2. «Beset by Creatures of the Deep» («Careful with That Axe, Eugene») — 6:27 3. «The Narrow Way, Part 3» — 5:11 4. «The Pink Jungle» («Pow R. Toc H.») — 4:56 5. «The Labyrinths of Auximines» — 3:20 6. «Footsteps» / «Doors» — 3:12 7. «Behold the Temple of Light» — 5:32 8. «The End of the Beginning» («A Saucerful of Secrets») — 6:31 |

Диск третий (DVD/Blu-ray)
Forum Musiques, Paris, France, 22 January 1969 — 19:25
1. «Set the Controls for the Heart of the Sun»
2. David Gilmour interview
3. «A Saucerful of Secrets»

The Man and The Journey: Royal Festival Hall, London, rehearsal, April 14, 1969 — 14:05
1. «Afternoon» («Biding My Time»)
2. «The Beginning» («Green is the Colour»)
3. «Cymbaline»
4. «Beset by Creatures of the Deep» («Careful with That Axe, Eugene»)
5. «The End of the Beginning» («A Saucerful of Secrets»)

Essencer Pop & Blues Festival, Essen, Germany, October 11 1969 — 19:14
1. «Careful With That Axe, Eugene»
2. «A Saucerful Of Secrets»

Music Power & European Music Revolution, Festival Actuel Amougies Mont de LÉnclus, Belgium, 25 October 1969 — 27:53
1. «Green is the Colour»
2. «Careful with That Axe, Eugene»
3. «Set the Controls for the Heart of the Sun»

1. «Interstellar Overdrive» (with Frank Zappa) — 11:26

#### Участники записи
Pink Floyd
Дэвид Гилмор — вокал, гитара;

Роджер Уотерс — бас-гитара, вокал в «Set the Controls for the Heart of the Sun» и «Grantchester Meadows», акустическая гитара в «Grantchester Meadows»;

Ричард Райт — клавишные, бэк-вокал;

Ник Мейсон — ударные;
с участием
Фрэнк Заппа — гитара в «Interstellar Overdrive».

### Сборник 4:Devi/ation

#### Список композиций
| Диск первый (CD) 1. «Atom Heart Mother» (Live in Montreux, 21 Nov 1970) — 17.58 BBC Radio Session, 16 July 1970 1. «Embryo» — 11.10 2. «Fat Old Sun» — 5.52 3. «Green Is The Colour» — 3.27 4. «Careful With That Axe, Eugene» — 8.25 5. «If» — 5.47 6. «Atom Heart Mother» (with choir, cello & brass ensemble) — 25.30 Диск второй (CD) Unreleased tracks from the Zabriskie Point soundtrack recordings 1. «On The Highway» — 1.16 2. «Auto Scene Version 2» — 1.13 3. «Auto Scene Version 3» — 1.31 4. «Aeroplane» — 2.18 5. «Explosion» — 5.47 6. «The Riot Scene» — 1.40 7. «Looking At Map» — 1.57 8. «Love Scene Version 7» — 5.03 9. «Love Scene Version 1» — 3.26 10. «Take Off» — 1.20 11. «Take Off Version 2» — 1.12 12. «Love Scene Version 2» — 1.56 13. «Love Scene (Take 1)» — 2.16 14. «Unknown Song (Take 1)» — 5.56 15. «Love Scene (Take 2)» — 6.40 16. «Crumbling Land (Take 1)» — 4.09 1. «Atom Heart Mother» (Early studio version, band only) — 19.15 | Диск третий (DVD/Blu-Ray) An Hour with Pink Floyd: KQED, San Francisco, USA, 30 April 1970 1. «Atom Heart Mother» — 17.37 2. «Cymbaline» — 8.38 3. «Grantchester Meadows» — 7.37 4. «Green Is The Colour» — 3.31 5. «Careful With That Axe, Eugene» — 9.09 6. «Set The Controls For The Heart Of The Sun» — 12.37 Audio only: Atom Heart Mother album original 4.0 Quad mix 1970 1. «Atom Heart Mother» — 23.42 2. «If» — 4.31 3. «Summer ’68» — 5.29 4. «Fat Old Sun» — 5.24 5. «Alan’s Psychedelic Breakfast» — 13.01 Диск четвёртый (DVD/Blu-Ray) Pop Deux Festival de St. Tropez, France, 8 August 1970 Part 1: 1. «Cymbaline» (sound check) — 3.54 2. «Atom Heart Mother» — 13.46 3. «Embryo» — 11.23 Part 2: 1. «Green Is The Colour»/ 2. «Careful With That Axe, Eugene» — 12.21 3. «Set The Controls For The Heart Of The Sun» — 12.07 Roland Petit Ballet, Paris, France, 5 December 1970: 1. «Instrumental Improvisations 1,2,3» — 3.28 2. «Embryo» — 2.39 Blackhill’s Garden Party, Hyde Park, London, UK, 18 July 1970 1. «Atom Heart Mother» (with the Philip Jones Brass Ensemble/John Alldis Choir) — 21.15 |

### Сборник 5:Reverber/ation

#### Список композиций
| Диск первый (CD) 1. «Nothing, Part 14» (Echoes work in progress) — 7.01 BBC Radio Session, 30 September 1971: 1. «Fat Old Sun» — 15.33 2. «One of These Days» — 7.19 3. «Embryo» — 10.43 4. «Echoes» — 26.25 Диск второй (DVD/Blu-Ray) Aspekte feature — 9.51 1. «Interview + Atom Heart Mother (extracts)» (Hamburg, Germany, 25 February 1971 Brass & Choir conducted by Jeffrey Mitchell) 2. «A Saucerful Of Secrets (extract)» (Offenbach, Germany, 26 February 1971) Cinq Grands Sur La Deux, Abbaye de Royaumont, Asnierès-sur-Oise, France,15 June 1971 — 17.55 1. «Set The Control For The Heart Of The Sun» 2. «Cymbaline» | Musikforum Ossiachersee, Ossiach, Austria, 1 July 1971 1. «Atom Heart Mother (extract)» (Brass & Choir conducted by Jeffrey Mitchell) — 3.12 Get To Know, Randwick Race Course, Sydney, Australia, 15 August 1971 1. «Careful With That Axe, Eugene (Band interview)» — 6.23 24 hours — Bootleg Records, London, UK, 1971 1. Documentary including Pink Floyd and manager Steve O’Rourke — 2.27 Review, London, UK, 1971 1. Storm Thorgerson & Aubrey «Po» Powell interviewed re: record cover design — 3.37 Ian Emes animation created July 1972, Birmingham, UK 1. «One of These Days» (French Windows) — 4.17 Musikforum Ossiachersee, Ossiach, Austria, 1 July 1971 1. «Atom Heart Mother» (extract, in colour): — 5.10 71 Hakone Aphrodite Open Air Festival, Hakone, Japan, 6-7 August 1971 1. «Atom Heart Mother» — 15.11 Audio — only material: 1. «Echoes» original 4.0 Quad mix 1971 — 23.35 |

### Сборник 6:Obfusc/ation

#### Список композиций
| Диск первый (CD) Obscured by Clouds 2016 Remix 1. «Obscured by Clouds» — 3.03 2. «When You’re In» — 2.31 3. «Burning Bridges» — 3.30 4. «The Gold It’s in the…» — 3.07 5. «Wot’s… Uh the Deal» — 5.09 6. «Mudmen» — 4.18 7. «Childhood’s End» — 4.33 8. «Free Four» — 4.16 9. «Stay» — 4.06 10. «Absolutely Curtains» — 5.52 По ошибке в сборник 6: Obfusc/ation вместо версии альбома Obscured by Clouds (2016 mix) дополнительно включён CD-диск Live at Pompeii (Stereo 2016 mix), в связи с чем диск с записью альбома Obscured by Clouds находится в бокс-сете отдельно от сборника в белой упаковке с надписью на главной стороне — «Obscured by Clouds 2016 remix» и на оборотной стороне — «замена CD-диска в сборнике Obfusc/ation (Stereo 2016 mix Pink Floyd Live at Pompeii CD включён в по ошибке)». | Диск второй (DVD/Blu-Ray) Recording Obscured by Clouds, Château d’Hérouville, France, 23-29 February 1972 1. «Wot’s…Uh The Deal» (with recording session photos) — 5.04 2. Pop Deux, Documentary recording Obscured By Clouds + David Gilmour and Roger Waters interview — 7.14 Brighton Dome, UK, 29 June 1972 — 16.44 1. «Set The Controls For The Heart Of The Sun» 2. «Careful With That Axe, Eugene» Roland Petit Pink Floyd Ballet, France, news reports 1972-73 1. «Actualités Méditerranée» (Marseille, 22 November 1972) — 3.29 2. «JT Nuit — Les Pink Floyd» (Marseille, 26 November 1972) — 3.04 3. «JT 20h — Pink Floyd» (Paris, 12 January 1973) — 3.01 4. «Journal de Paris — Les Pink Floyd» (Paris, 12 January 1973) — 5.03 Concert set up news report — France, 29 November 1972 1. Poitiers — Autour Du Passage Des Pink Floyd — 4.27 Live At Pompeii (2016 5.1 Audio Remix) 1. «Careful With That Axe, Eugene» — 6.40 2. «A Saucerful Of Secrets» — 10.09 3. «One Of These Days» — 5.58 4. «Set The Controls For The Heart Of The Sun» — 10.24 5. «Echoes» — 26.10 |

### Сборник 7:Continu/ation

#### Список композиций
| Диск первый (CD) BBC Radio Session, 25 September 1967 1. «Flaming» — 2.42 2. «The Scarecrow» — 1.59 3. «The Gnome» — 2.08 4. «Matilda Mother» — 3.20 5. «Reaction in G» — 0.34 6. «Set The Controls For The Heart Of The Sun» — 3.19 BBC Radio Session, 20 December 1967 1. «Scream Thy Last Scream» — 3.35 2. «Vegetable Man» — 3.07 3. «Pow R. Toc H.» — 2.45 4. «Jugband Blues» — 3.50 BBC Radio Session, 2 December 1968 1. «Baby Blue Shuffle In D Major» — 3.58 2. «Blues» — 4.59 1. «US Radio ad» — 0.22 2. «Music from The Committee No. 1» — 1.06 3. «Music from The Committee No. 2» — 3.25 4. «Moonhead» (live on 1969 BBC TV moon landings broadcast) — 7.16 5. «Echoes» (live at Wembley 1974) — 24.10 | Диск второй (DVD/Blu-Ray) Hampstead Heath and St. Michael’s Church, Highgate, London, UK, March 1967 1. «Arnold Layne» (Alternative version) — 2.56 P1-P wie Petersilie, Stuggart, Germany, 22 July 1969 — 16.52 1. «Corporal Clegg» 2. Band interview 3. «A Saucerful of Secrets» Bath Festival of Blues & Progressive Music, Shepton Mallet, UK, 27 June 1970 1. «Atom Heart Mother» — 3.46 Kralingen Music Festival, Rotterdam, The Netherlands, 28 June 1970 — 10.16 1. «Set The Controls For The Heart Of The Sun» 2. «A Saucerful Of Secrets» The Amsterdam Rock Circus, Amsterdam, The Netherlands, 22 May 1972 — 35.41 1. «Atom Heart Mother» 2. «Careful With That Axe, Eugene» 3. «A Saucerful Of Secrets» The Committee (feature film) — 55.18 Score by Pink Floyd |

Диск третий (DVD/Blu-Ray)
More (feature film) — 1.56.00

La Vallée (Obscured By Clouds) (feature film) — 1.45.00

### Синглы в формате 7"
В дополнение к семи сборникам в бокс-сет включены 5 первых 7" синглов Pink Floyd, изданных в Великобритании. Синглы выпущены на виниле:
1. «Arnold Layne» / «Candy And A Currant Bun»
2. «See Emily Play» / «The Scarecrow»
3. «Apples And Oranges» / «Paintbox»
4. «It Would Be So Nice» / «Julia Dream»
5. «Point Me At The Sky» / «Careful With That Axe, Eugene».

### Дополнительный диск —Live at Pompeii
Бокс-сет содержит дополнительный CD-диск Live at Pompeii (Stereo 2016 Mix):
1. «Careful With That Axe, Eugene» — 6:44
2. «Set the Controls for the Heart of the Sun» — 10:35
3. «One of These Days» — 5:50
4. «A Saucerful of Secrets» — 12:49
5. «Echoes» — 24:56
6. «Careful With That Axe, Eugene» (Alternate Take) — 6:05

## Cre/ation: The Early Years 1967—1972
Cre/ation: The Early Years 1967—1972 — сборник Pink Floyd, изданный на двух дисках, на котором записана часть неизданного материала из бокс-сета The Early Years 1965—1972. Дата выпуска сборника — 11 ноября 2016 года.

### Список композиций
Диск первый
1. «Arnold Layne» — 2:57
2. «See Emily Play» — 2:55
3. «Matilda Mother» (2010 remix) — 3:58
4. «Jugband Blues» (2010 remix) — 3:02
5. «Paintbox» — 3:47
6. «Flaming» (BBC Radio Session, 25 September 1967) — 2:42
7. «In the Beechwoods» (2010 remix) — 4:43
8. «Point Me at the Sky» — 3:41
9. «Careful with That Axe, Eugene» (single B-side version) — 5:48
10. «Embryo» (from Harvest Records sampler Picnic) — 4:42
11. «Ummagumma» (Radio Ad) — 0:22
12. «Grantchester Meadows» (BBC Radio Session, 12 May 1969) — 3:46
13. «Cymbaline» (BBC Radio Session, 12 May 1969) — 3:39
14. «Interstellar Overdrive» (Live, Paradiso, Amsterdam, August 1969) — 4:24
15. «Green Is the Colour» (BBC Radio Session, 12 May 1969) — 3:21
16. «Careful with That Axe, Eugene» (BBC Radio Session, 12 May 1969) — 3:28

Диск второй
1. «On the Highway» (Zabriskie Point remix) — 1:17
2. «Auto Scene Version 2» (Zabriskie Point remix) — 1:13
3. «The Riot Scene» (Zabriskie Point remix) — 1:40
4. «Looking at Map» (Zabriskie Point remix) — 1:56
5. «Take Off» (Zabriskie Point remix) — 1:19
6. «Embryo» (alternative version, BBC Radio Session, 16 July 1970) — 10:13
7. «Atom Heart Mother» (Live Montreux, 21 Nov 1970, Band only) — 18:01
8. «Nothing» (Part 14) — 7:01
9. «Childhood’s End» (2016 remix) — 4:33
10. «Free Four» (2016 remix) — 4:16
11. «Stay» (2016 remix) — 4:08

## Хит-парады
Cre/ation: The Early Years 1967—1972
| Хит-парад (2016)   | Высшая позиция | Источник                                |
| ------------------ | -------------- | --------------------------------------- |
| Австралия          | 47             | ARIA Charts                             |
| Австрия            | 29             | Ö3 Austria Top 40                       |
| Бельгия (Фландрия) | 21             | Ultratop Flanders                       |
| Бельгия (Валлония) | 20             | Ultratop Wallonia                       |
| Великобритания     | 19             | The Official UK Charts Company          |
| Германия           | 20             | GfK Entertainment Charts                |
| Ирландия           | 67             | Irish Recorded Music Association        |
| Испания            | 58             | PROMUSICAE                              |
| Италия             | 13             | Federazione Industria Musicale Italiana |
| Канада             | 38             | Canadian Albums Chart                   |
| Нидерланды         | 22             | MegaCharts                              |
| Новая Зеландия     | 3              | RIANZ                                   |
| США                | 103            | Billboard 200                           |
| Швейцария          | 24             | Schweizer Hitparade                     |
| Шотландия          | 15             | Scottish Singles and Albums Charts      |